# Slavolok Septimija Severa, Rim
Slavolok Septimija Severa (italijansko Arco di Settimio Severo) na severozahodnem koncu Rimskega foruma je slavolok iz belega marmorja, ki je bil posvečen leta 203, da bi spominjal na zmage nad Parti cesarja Septimija Severa in njegovih dveh sinov, Karakala in Geta, dva pohoda proti Partom v letih 194/195 in 197-199.
Po smrti Septimija Severa sta bila njegova sinova Karakala in Geta sprva skupna cesarja. Karakala je umoril Geta leta 212; Getovi spomeniki so bili uničeni in vse podobe ali omembe odstranjene iz javnih zgradb in spomenikov. Getovo podobo in napise, ki se nanašajo nanj, so torej odstranili iz slavoloka.

## Opis
Slavolok je bil dvignjen na bazi iz travertina, ki se je prvotno približala starodavni ravni Foruma. Osrednjo odprtino premošča bogat polkrožen obok, ima pa tudi dve stranski odprtini na obeh straneh. Bil je kopiran v številnih zgodnjih sodobnih slavolokih. Visok je okoli 23 metrov, širok 25 metrov. V loku sta dva niza reliefov. Prvi sklop vključuje štiri velike plošče na vsaki strani lica, drugi sklop pa je sestavljen iz osmih panelov, ki so postavljeni na notranjo stran štirih prehodov.
Trike loki ležijo na slopih, pred katerimi so ločeni kompozitni stebri na podstavkih. Krilate Viktorije so izrezljane v reliefu. Stopnišče na južnem pomolu vodi na vrh spomenika, na katerem so bili kipi cesarja in njegovih dveh sinov v kočiji s štirimi konji (quadriga), ki so ga spremljali vojaki.
- Slavolok Septimija Severa
- Stranska obokana odprtina med glavnim lokom in stranskim lokom
- Del Rimskega forum, s slavolokm levo in Palatinskim gričem desno

## Zgodovina
Slavolok stoji blizu vznožja Kapitolskega griča in nekoliko vzhodno, trije korintski stebri, kjer so ostanki templja Jupitra Tonansa. Na osrednjo odprtino se je prvotno prišlo po stopnicah, kot to še vedno poteka na Trajanovem slavoloku v Anconi. Do 4. stoletja je erozija tako močno dvignila raven Foruma, da je bila skozi slavolok prvič položena cesta. Toliko razbitin in mulja je erodiralo iz okoliških hribov, da je bil lok vgrajen v podnožje stebrov. Škoda, ki jo je povzročil srednjeveški in zgodnji moderni promet, je še vedno vidna na bazah stebrov, nad bas-reliefi cokla.
V srednjem veku so ponavljajoče poplave nizko ležeči Forum umazale s toliko dodatnih usedlinah in razbitinah, da ga je Canaletto naslikal leta 1742, kako je samo zgornja polovica nad tlemi. Dobro ohranjeno stanje je v veliki meri posledica njegove vključitve v strukturo krščanske cerkve, ki jo je leta 1199 podaril papež Inocenc III., cerkev sv. Sergija in Bakha. Pol slavoloka je pripadala družini Cimini, ki ji je pripisana tudi ohranitev strukture (Claustrum Cimini). V trdnjavi je bil stolp na vrhu samega loka. Ker je bil cerkvena lastnina, ni bil porušen za druge gradnje.

## Posvetilni napis
Posvetilni napis na loku se glasi: 
IMP · CAES · LVCIO · SEPTIMIO · M · FIL · SEVERO · PIO · PERTINACI · AVG · PATRI PATRIAE PARTHICO · ARABICO · ET PARTHICO · ADIABENICO · PONTIFIC · MAXIMO · TRIBUNIC · POTEST · XI · IMP · XI · COS · III · PROCOS · ET IMP · CAES · M · AVRELIO · L · FIL · ANTONINO · AVG · PIO · FELICI · TRIBUNIC · POTEST · VI · COS · PROCOS · (P · P · OPTIMIS · FORTISSIMISQVE · PRINCIPIBUS) OB · REM · PVBLICAM · RESTITVTAM · IMPERIVMQVE · POPVLI · ROMANI · PROPAGATVM · INSIGNIBVS · VIRTVTIBVS · EORVM · DOMI · FORISQVE · S · P · Q · R 
Imp(eratori) Caes(ari) Lucio Septimio M(arci) fil(io) Severo Pio Pertinaci Aug(usto) patri patriae Parthico Arabico et Parthico Adiabenico pontific(i) maximo tribunic(ia) potest(ate) XI imp(eratori) XI, co(n)s(uli) III proco(n)s(uli) et imp(eratori) Caes(ari) M(arco) Aurelio L(ucii) fil(io) Antonino Aug(usto) Pio Felici tribunic(ia) potest(ate) VI co(n)s(uli) proco(n)s(uli) (p(atri) p(atriae) optimis fortissimisque principibus) ob rem publicam restitutam imperiumque populi Romani propagatum insignibus virtutibus eorum domi forisque S(enatus) P(opulus) Q(ue) R(omanus). 
V prevodu: 
»Cesarju Cezarju Luciusu Septimiju Severu Piusu Pertinaxu Augustus Parthicus Arabicus Parthicus Adiabenicus, sin Marcusa, oče svoje dežele, Pontifex Maximus, v enajstem letu svoje tribunalne moči, v enajstem letu svojega vladanja, trikrat konzul in prokonzul in cesar Cezarja Marka Avrelija Antonina Avgusta Pija Feliksa, sina Luciusa, v šestem letu svojega tribunalne oblasti, konzula in prokonzula (očetov svoje dežele, najboljših in najpogumnejših cesarjev), zaradi obnovljene republike in vladavine rimskega ljudstva, ki se je širila s svojimi izjemnimi vrlinami doma in v tujini, senata in ljudstvom Rima (sc. posveča ta spomenik)«
Septimij Sever je vladal skupaj s svojim sinom Karakalom (Marcus Aurelius Antoninus), ko je bil slavolok posvečen. Vrinjeni stavek v sredini je besedilo, ki je nadomestilo prvotno sklicevanje na drugega sina Geta, ki je bil izklesan na Getinem damnatio memoriae (dobesedno »prekletstvo spomina«), ki ga je ustvaril Karakala.

## Galerija
- Focasov steber s slavolokom Septimija Severa v ozadju
- Pogled na slavolok
- Cerkev Saints Luca e Martina za slavolokom
- Pogled na slavolok s Saturnovim templjem v ozadju
- Slavolok Septimja Severa s srednjeveško utrdbo 'Claustrum Cimini', ki je še vidna
- Relief partskih vojnih ujetnikov